# 장수 봉덕리 느티나무
장수 봉덕리의 느티나무는 대한민국의 천연기념물이다.

## 참고 자료
- 장수 봉덕리의 느티나무 보관됨 2007-09-29 - 웨이백 머신 - 남북의 천연기념물
- 장수 봉덕리의 느티나무 - 문화재청

장수 봉덕리 느티나무 - 국가유산청 국가유산포털